# Beach House EP
Beach House EP – debiutancki minialbum amerykańskiego rapera Ty Dolla Signa, którego premiera odbyła się 21 stycznia 2014. Wydawnictwo ukazało się nakładem wytwórni Taylor Gang, Pu$haz Ink i Atlantic Records. Nagrania zostały wyprodukowane przez różnych producentów, między innymi przez DJ-a Mustarda, Dernsta „D’Mile’a” Emile’a II, Tyree „Young Chopa” Pittmana czy samego Ty Dolla Signa. Natomiast wśród gości pojawili się m.in. Wiz Khalifa, B.o.B, French Montana, Trey Songz, Twista, Jay Rock, Travis Scott i Fredo Santana. Album był promowany singlami „Paranoid” z B.o.Bem i „Or Nah” z Wizem Khalifą oraz oficjalnym remiksem utworu „Paranoid”. Oba single okazały się sukcesem, sprzedając się w ilości ponad 500 000 sztuk, i otrzymały status złota.
Album zadebiutował na 51. miejscu listy sprzedaży Billboard 200, sprzedając się w ilości 6100 egzemplarzy.

## Lista utworów
| #  | Tytuł                       | Goście                                  | Długość |
| -- | --------------------------- | --------------------------------------- | ------- |
| 1. | „Work”                      | Casey Veggies, Twista & Nate Howard     | 7:09    |
| 2. | „Paranoid”                  | B.o.B                                   | 3:36    |
| 3. | „Paranoid (Remix)”          | Trey Songz, French Montana & DJ Mustard | 4:41    |
| 4. | „Or Nah”                    | Wiz Khalifa & DJ Mustard                | 4:11    |
| 5. | „Familiar”                  | Travis Scott & Fredo Santana            | 4:23    |
| 6. | „Wood & Leather (Whenever)” | Big TC & Pops                           | 5:06    |
| 7. | „Never Be the Same”         | Jay Rock                                | 4:24    |